# 中国平原
中国的平原总面积不足国土总面积的1/3，但对于人类生存与发展却占据重要位置，中国东部的东北平原、华北平原、长江中下游平原合称为中国三大平原，是中国当今经济活动最集中的地区。

## 东北平原
东北平原地处中国的东北部，位于大兴安岭、小兴安岭和长白山脉之间，介于北纬40°25′～48°40′，东经118°40′～128°，南北长1000多千米，东西宽300～400千米，面积35万平方公里，地跨黑龙江、吉林、辽宁和内蒙古四个省区，是中国面积最大的平原。东北平原主要包含松嫩平原、辽河平原、三江平原三部分。
- 松嫩平原是受松花江和嫩江的冲击而形成，是东北平原最大的组成部分。
- 辽河平原受辽河冲击而形成。辽河中含有丰富的沉积物，使平原不断向辽东湾方向延伸。
- 三江平原受黑龙江、松花江和乌苏里江的冲击而形成。

## 华北平原
华北平原又叫黄淮海平原，面积约30万平方公里，位于燕山以南、太行山、秦岭以东，江淮丘陵以北，位于北纬32°～40°，东经114°～121°，主要覆盖北京市东南部，天津大部，河北省的燕山以南、太行山以东区域，山东省除山东丘陵以外的区域，安徽、江苏省的淮河流域，河南省中东部。

## 长江中下游平原
长江中下游平原面积约26万平方公里，位于长江中下游长江沿线，介于北纬27°50′～34°，东经111°05′～123°，由洞庭湖平原、江汉平原、鄱阳湖平原、巢湖平原、太湖平原组成，主要覆盖湖南、湖北、安徽、江苏、上海、浙江等的长江流域地区。

## 关中平原
关中平原面积又叫关中盆地、渭河平原，约3.6万平方公里，位于黄土高原南部，秦岭以北、黄河以西，是一个沉陷盆地，主要覆盖陕西省中部的西安、渭南、咸阳、宝鸡和铜川地区。

## 河套平原

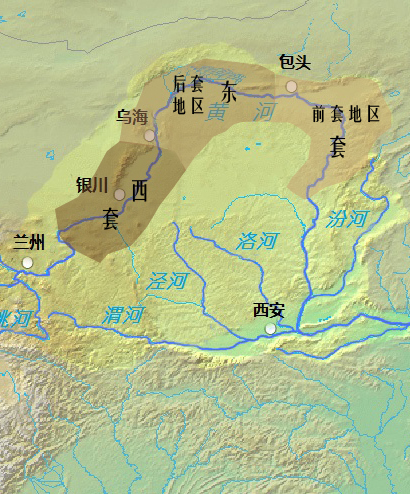
河套平原

河套平原面积约2.5万平方公里，位于贺兰山、阴山与黄河之间，由宁夏平原、后套平原、前套平原组成，主要覆盖呼和浩特、包头、巴彦淖尔、银川等城市。

## 成都平原
成都平原面积约2.2万平方公里，位于龙门山以东、龙泉山以西，主要覆盖成都、德阳、绵阳、乐山、眉山等地。

## 汾河平原
汾河平原面积约1.5万平方公里，由太原盆地、运城盆地、临汾盆地组成，位于吕梁山、黄河以东、太岳山以西，是沉陷盆地冲积平原，主要覆盖太原、晋中、临汾、运城等地。

## 珠三角平原
珠三角平原面积约1.1万平方公里，位于珠江入海口附近，覆盖广州、深圳、东莞、佛山、惠州、中山、珠海、澳门、香港等地。

## 宁绍平原
宁绍平原面积约0.48万平方公里，因主要位于宁波、绍兴而得名，北起钱塘江南岸，南接四明和会稽山地，西起萧山，东至东海海滨，主要覆盖宁波、绍兴市区和杭州的萧山区、滨江区。